# Martin Horn (Rechtsanwalt)
Bernhard Otto Martin Horn (* 5. Juli 1911 in Leipzig; † 1960) war ein deutscher Rechtsanwalt.

## Leben
Der Sohn des Kaufmanns Albert Horn verbrachte seine Schulzeit in Naumburg an der Staatlichen Bildungsanstalt. Er studierte Jura in Innsbruck, Kiel, Berlin und Halle, wobei er sich auch mit  Geschichte und Sprachen beschäftigte. Zur Vervollständigung seiner Sprachkenntnisse unternahm er mehrere Studienreisen ins Ausland, unter anderem nach Oxford, wo sein Interesse auf das Völkerrecht gelenkt wurde. Danach setzte er diese Studien fort in  Berlin und Halle bei Bruns und später bei einem seiner Schüler, Wegner, der ihn zu der Arbeit Die geschichtliche Entwicklung des neuzeitlichen Neutralitätsbegriffes (1936) anregte.
Er war in der Rechtsabteilung der UFA tätig. Im Krieg wurde er als Offizier an der Front schwer verwundet. 1945 wurde er in München beratender Anwalt der Rechtsabteilung der amerikanischen Militärregierung in Bayern.
Ab dem 5. Januar 1946 war er Verteidiger von Joachim von Ribbentrop beim Nürnberger Prozess gegen die Hauptkriegsverbrecher. Ferner vertrat er Franz Halder (um 1948), die Firma Heinrich Hoffmann und 1949 die Witwe des Malers Willy Exner.

## Schriften
- Die geschichtliche Entwicklung des neuzeitlichen Neutralitätsbegriffes. Würzburg: Triltsch, 1937; Zugl.: Halle, R.- u. staatswiss. Diss. 1936.
- Halder: Schuld oder Tragik? München: Münchener Verlagsbuchhandlung, 1948.